# Quantitatiu
Els quantitatius, en lingüística, són quantificadors que expressen quantitat però que, a diferència dels numerals no ho fan d'una manera exacta, sinó que designen un valor en una gradació compresa entre l'absència (gens, gota) fins a una quantitat elevada (molt, força) o excessiva (massa).
Des d'un punt de vista morfològic, poden ser variables o invariables, tant pel que fa al nombre (singular, plural) com al gènere (masculí, femení):
Invariables
- Massa: La Maria té massa problemes
- Força: Hi ha força peticions d'ingrés
- Prou (de): No hi haurà prou diners per pagar el deute
- Més (de): Les sabates estan més netes
- Menys (de): Cada vegada tenim menys temps
- Gens (de): No tinc gens (de) fred

Variables
- Bastant (de), bastants (de): Ahir vau fer bastant feina
- Gaire (de), gaires (de): Aquesta setmana no han arribat gaires comandes
- Quant, quanta, quants, quantes: Quants dies falten per al teu aniversari?
- Tant, tanta, tants, tantes: Tinc tanta gana que em menjaria un bou
- Molt, molta, molts, moltes: Avui fa molt (de) fred
- Poc, poca, pocs, poques: Fa pocs dies que sóc aquí